# Barton Stone Alexander
Pour les articles homonymes, voir Alexander.
Barton Stone Alexander (né le 4 septembre 1819 dans le comté de Nicholas, État du Kentucky, et décédé le 15 décembre 1878 à San Francisco, État de Californie) est un brigadier-général de l'Union. Il est enterré à San Francisco.

## Avant la guerre de Sécession
Barton Stone Alexander est diplômé en 1841 de West Point.
Il est promu second lieutenant le 1er juillet 1842 dans le corps des ingénieurs, puis premier lieutenant le 30 septembre 1843.
Il est ensuite promu capitaine le 1er juillet 1856.

## Guerre de Sécession
Il est promu commandant le 3 mars 1863 dans l'armée régulière, alors qu'il avait été breveté commandant 21 juillet 1861 pour « bravoure et services méritants » lors de la première bataille de Bull Run. Sa participation au siège de Yorktown lui permet d'obtenir sa promotion au grade de lieutenant-colonel le 4 mai 1862.
Il est promu brigadier-général de l'armée régulière le 13 mars 1865.

## Après la guerre de Sécession
Il est envoyé à San Francisco fin 1866 pour constituer le nouveau bureau des ingénieurs responsable de la côte Est. Après la guerre, il reste dans l'armée jusqu'à son décès en 1878. Il est promu lieutenant-colonel le 7 mars 1867 dans le corps des ingénieurs.